# Стара Білецьківка
Стара Біле́цьківка — село в Україні, у Кам'янопотоківській сільській громаді Кременчуцького району Полтавської області. Населення становить 234 осіб.

## Географія
Село Стара Білецька знаходиться на правому березі річки Дніпро (Кременчуцькі плавні), вище за течією на відстані 0,5 км розташоване село Новоселівка, нижче за течією на відстані 1,5 км розташоване село Чечелеве. На відстані 1 км знаходиться село Маламівка, на відстані 2 км село Білецьківка.

## Історія
Визначення «Стара» в назві очевидно вказує на давність виникнення, враховуючи, що неподалік розташоване село Білецьківка, яке за правилами топоніміки має трактуватись як «нова» по відношенню до Старої Білецьківки. Тому більш давні згадки про Білецьківку слід відносити до теперішньої Старої Білецьківки. Остаточну визначеність у це питання могла би внести інформація про точний період виникнення «нового» села Білецьківка.
У 1625 р. саме в цих плавнях поблизу Кременчука відбулася битва козаків з Польським військом, яка відома під назвою прийнятої угоди — Куруківський договір 1625 року.
В описі «Задніпровських місць» від гирла р. Тясмін униз до Дніпра і Запорозької Січі, а з іншого боку — від гирла Тясмину вгору в поле прямо, не займаючи Чигирина до Чорного лісу, який у 1732 р. київський губернатор граф фон Вейсбах, відповідно до указу імператриці Анни Іоанівни і Колегії іноземних справ, доручив зробити генералу квартермейстру фон Штофелю, Білецьківка згадується у числі «старовинних». До «старовинних» належали поселення, залюднені українцями і згодом захоплені польською шляхтою.

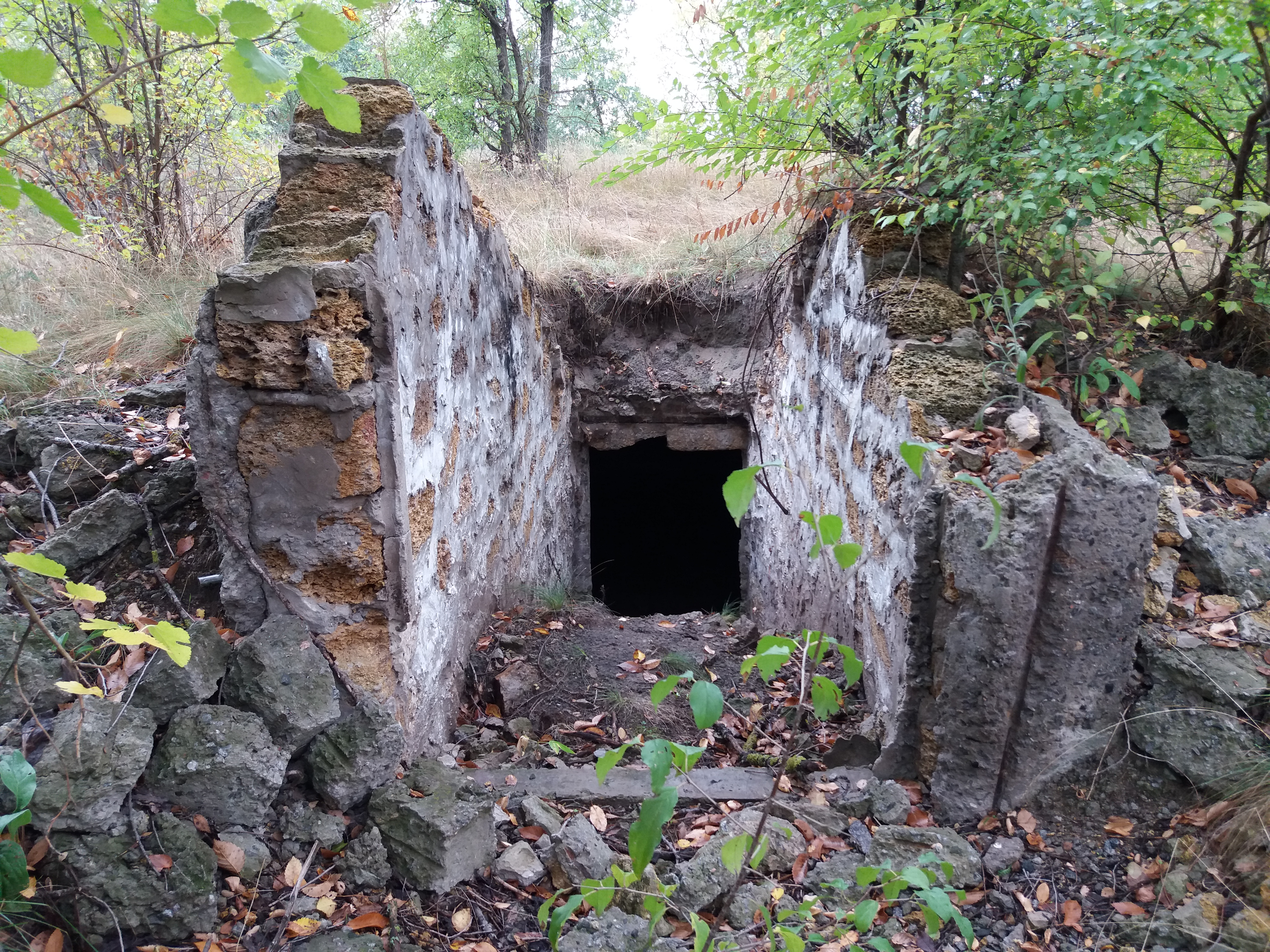
Руїни льоху колишнього панського маєтку

Згадується також як Кутузовський наслідний маєток у спогадах про Юлію (Лілі) Олександровну Ден — правнучку Кутузова, улюблену подругу останньої російської імператриці, «Лілі народилася в Кутузовському наслідному маєтку в Катеринославській губернії, близько Кременчука. Пам'ятаю навіть назви сел: Ревівка і Білецьківка».
Назву отримано, імовірно, на честь власниці поміщиці Білецької. В селі була церква і церковно-парафіяльна школа.
Між 1927 и 1937 роками Курга́нка (Курганівка) та частина Білецьківки об'єднались як Стара Білецьківка.

## Пам'ятки
Село дало назву ландшафтному заказнику загальнодержавного значення Білецьківські плавні, з яким межує.